# Melitaea pyrenealpina
Melitaea pyrenealpina är en fjärilsart som beskrevs av Ruggero Verity 1929. Melitaea pyrenealpina ingår i släktet Melitaea och familjen praktfjärilar. Inga underarter finns listade i Catalogue of Life.